# 比治山大学
比治山大学（英語：Hijiyama University）位于广岛县广岛市东区牛田新钉4-1-1，为日本私立大学，1939年建校，1994年设置，大学简称比治大。

## 沿革
- 1994年，比治山大学开学。当时是女子大学。
- 1998年，比治山女子短期大学更名为比治山大学短期大学部、同时大学·短期大学男女共学制度开启。
- 2009年，发达教育学科设置。

## 院系

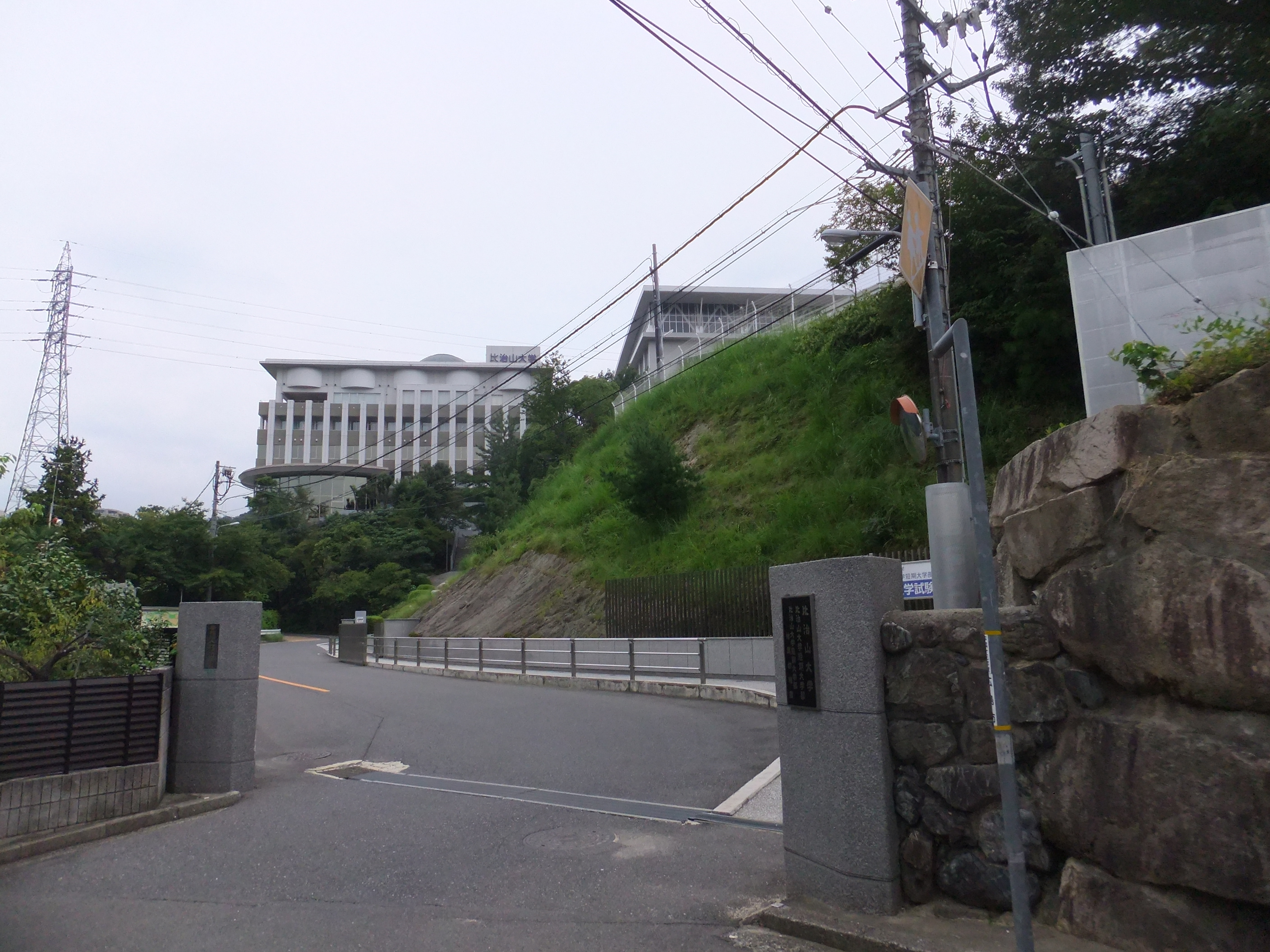
比治山大学

- 现代文化学部 
  - 言语文化学科
  - 地域文化政策学科
  - 社会临床心理学科
  - 发达教育学科
- 大学院现代文化研究科
  - 现代文化专攻
  - 临床心理学专攻

## 交通
- 广岛高速交通不动院前站下车徒步9分钟。